# Hannah Mermaid

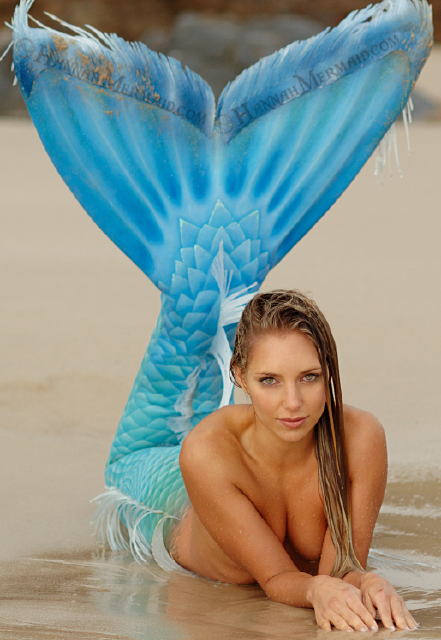
Hannah Fraser als Hannah Mermaid, 2006.

Hannah Fraser (geboren am 6. Februar 1974), bekannt unter dem Künstlernamen Hannah Mermaid, ist eine australische Schauspielerin, Tänzerin und Model, die sich auf Unterwasser- und ozeanorientierte Freitauch-Auftritte, vor allem als Meerjungfrau spezialisiert hat. Fraser ist eine zentrale Figur des modernen Mermaidings und Meeresökologie-Aktivistin.

## Leben
Fraser begann im Alter von neun Jahren im privaten Schwimmbecken ihrer Familie mit einer selbstgebastelten Meerjungfrauenflosse zu schwimmen; inspiriert wurde sie dabei von einer Darstellung in ihrem Lieblingsfilm Splash – Jungfrau am Haken. Nach ihrer Schulzeit studierte Fraser Grafikdesign und finanzierte ihren Lebensunterhalt durch Modeljobs, wo sie mit dem Mermaiding begann.
Später heiratete sie einen Profi-Surfer, begleitete ihn bei internationalen Auftritte und präsentierte sich Fotografen immer wieder in ihrem Meerjungfrauenkostüm.
Fraser trat seit Mitte der 2000er Jahre als Darstellerin in diversen Filmen und Dokumentationen vor allem in Rollen als Meerjungfrau auf.

## Karriere als Meerjungfrau
2004 gelang ihr mit einer Werbekampagne für eine Surfermarke auf Fidschi der erste große Erfolg. Seither tritt sie unter dem Namen Hannah Mermaid auf und wurde eine der bekanntesten Meerjungfrauen der Welt. 2011 wurde sie auf der Mermaid Convention in Las Vegas für ihr Lebenswerk geehrt. Fraser kann bis zu drei Minuten ohne Sauerstoff im Wasser auskommen.

## Arbeit im Öko-Aktivismus
Fraser arbeitet hauptsächlich im Bereich des „Öko-Kunst-Aktivismus“. Sie trat in Videos auf der ganzen Welt auf. Wiederholt schwamm sie im offenen Meer mit großen Meerestieren, darunter Tigerhaien, Buckelwalen und Rochen. 2013 tauchte Fraser in der Dokumentation "Der weiße Hai - Täter oder Opfer?" im Meerjungfrauenkostüm im offenen Meer in Anwesenheit eines ausgewachsenen Weißen Hais. Im gleichen Jahr tauchte sie mit Mantarochen für das Öko-Aktivisten-Video „Manta’s Last Dance“, das nach Medienberichten dazu beitrug, dass Mantarochen im Jahr 2014 auf die Liste der gefährdeten Arten gesetzt wurden.

## Rezeption
Die Süddeutsche Zeitung beschrieb Fraser als "erste professionelle Meerjungfrau der Welt".

## Filmographie (Auswahl)
- 2004: Blue Horizon
- 2008: Equatorial Convergence
- 2009: Die Bucht
- 2010: 20/20 (Fernsehserie)
- 2011: Minds in the Water
- 2012: El Mar, Mi Alma
- 2012: Mission of Mermaids
- 2012: Fantástico (Fernsehserie)
- 2013: Der weiße Hai – Täter oder Opfer? (Great White Shark: Beyond the Cage of Fear), Fernsehfilm
- 2013: Mermaid (Fernsehfilm)
- 2016: Facets (Fernsehserie)
- 2017: A Mermaid’s Tale
- 2017: Die kleine Meerjungfrau – Freunde fürs Leben (Scales: Mermaids Are Real)
- 2017: Soul Trekkers
- 2018: Hollywood Madness (Fernsehserie)
- 2018: Timex: Something’s Fishy
- 2019: Letzter Atemzug: Murder in the Deep (Fernsehserie)
- 2023: MerPeople (Fernsehserie)